# Parque geológico nacional Zhangye Danxia
El Parque geológico nacional Zhangye Danxia (en chino: 张掖丹霞国家地质公园 , pinyin: Zhāngyè Guójiā Dìzhìgōngyuán) es un  parque nacional que se encuentra localizado en los condados Sunan y Linze de la ciudad-prefectura de Zhangye, en la Provincia de Gansu, al noroeste de la República Popular China. 
Con una superficie de 520 km², anteriormente fue parque provincial y zona turística. Se convirtió en parque geológico nacional en noviembre de 2011. Conocido por sus montañas de colores, fue votado por los medios de comunicación chinos como una de las más bellas formaciones geológicas del relieve en China.
El relieve danxia (nubes rosadas) es el nombre que recibe un tipo de relieve de montaña en China, declarado Patrimonio de la Humanidad en 2010.

## Ubicación
El parque está situado en las laderas septentrionales de las montañas Qilian, en los condados de Linze y Sunan, que están bajo la administración de la ciudad-prefectura de Zhangye, provincia de Gansu. Las principales áreas del relieve danxia están en los municipios de Kangle y Baiyin.
El corazón del parque, el paraje pintoresco de Linze Danxia, se encuentra a 30 km al oeste de la ciudad de Zhangye y a 20 km al sur de la sede del condado de Linze. Es la zona más desarrollada y la más visitada del parque. Un segundo paraje, el de Binggou Danxia (冰沟), situado en la orilla norte del río Liyuan (梨园河), se inauguró oficialmente el 3 de agosto de 2014. Binggou se extiende por una superficie de 300 km², y su altitud varía entre 1.500 y 2.500 metros sobre el nivel del mar. Una tercera área, el paraje de Sunan Danxia, se encuentra en Ganjun, al sur de Linze.

## Relieve
El parque Zhangye Danxia es conocido por los colores inusuales de sus formaciones rocosas, que son suaves, nítidos y tienen algunos centenares de metros de altura. Son el resultado de depósitos de areniscas y de otros minerales que se produjeron hace más de 24 millones de años. El resultado, similar a las capas de un pastel, está relacionado con la acción de las mismas placas tectónicas responsables de crear parte del Himalaya. El viento, la lluvia y el tiempo han esculpido las montañas con formas particulares, como son torres, columnas y barrancos, con diferentes colores, modelos y medidas.

## Medios de comunicación y turismo
En 2005, el parque Zhangye Danxia fue votado por un jurado de periodistas de los 34 principales medios de comunicación de China como una de las zonas más bellas del relieve Danxia. En 2009, la revista china Geografía nacional china (en chino: 中国国家地理) eligió Zhangye Danxia como una de las «seis más bellas formaciones del relieve» en China. La zona se ha convertido en una atracción turística para Zhangye. Se han construido una serie de pasarelas de madera y vías de acceso para ayudar a los visitantes a explorar las formaciones rocosas. En 2014, se invirtieron 100 millones de yuanes para mejorar las instalaciones del paraje de Binggou.